# Sydsvensk gårdstyp

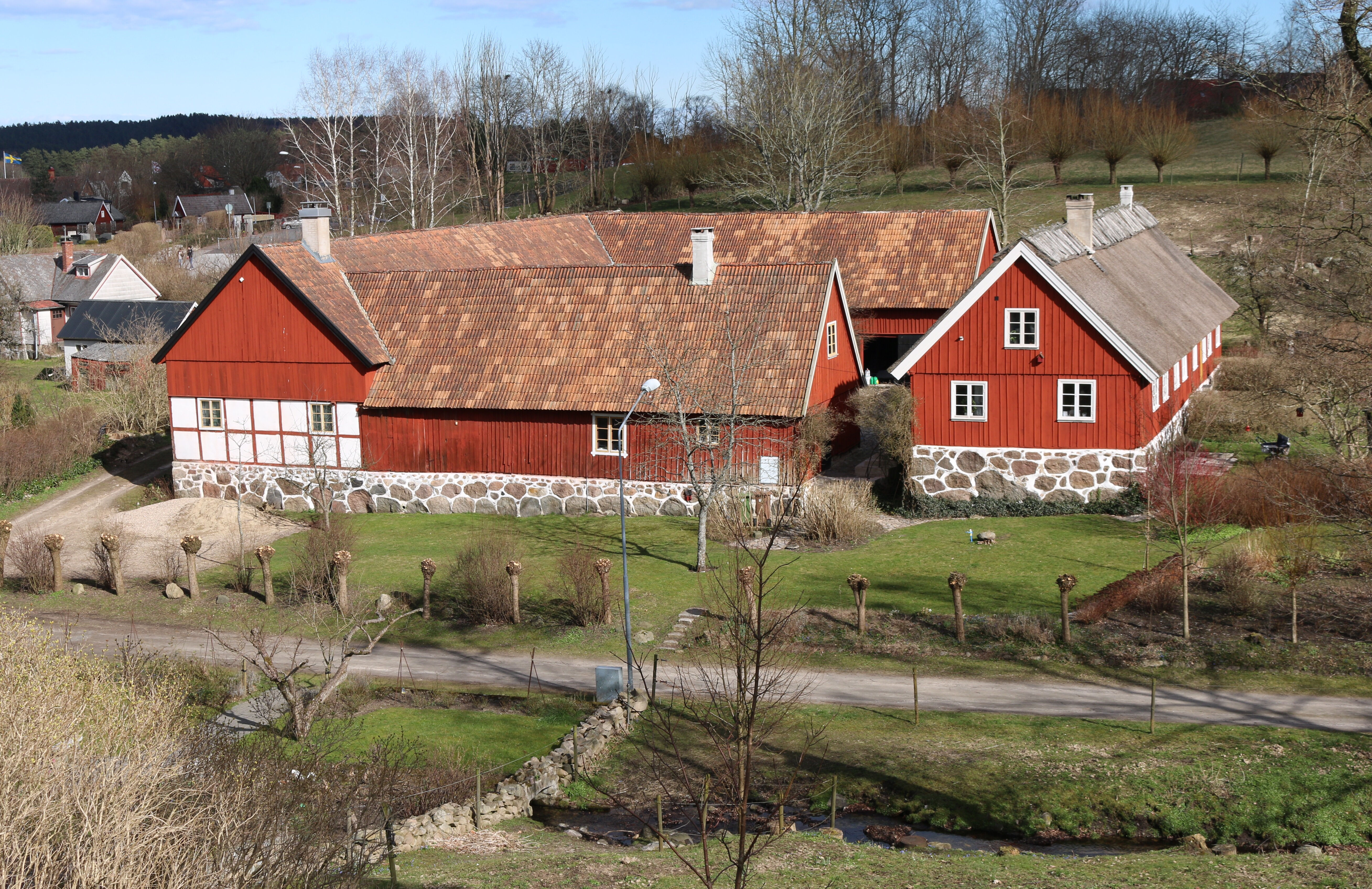
sydsvensk gård i Brösarp

Sydsvensk gårdstyp är en äldre typ av gårdsbebyggelse, kännetecknande för södra Sverige, främst Skåne (undantaget de nordligaste delarna) men också sydligaste Halland och Blekinge. Typen kallas också dansk-skånsk gårdstyp, eftersom den även förekommer i Danmark.
Gårdarna kännetecknas av en helt kringbyggd gård, normalt med hus i korsvirke. Till skillnad från de nordsvenska gårdarna har de sydsvenska traditionellt gödselstacken placerad inne på gårdsplanen.